# Біженці з охорони природи
Біженці з охорони природи — люди (як правило, корінне населення), які були переміщені зі своїх рідних земель, коли створюються природоохоронні території, такі як парки та інші заповідні території.

## Визначення
Багато біженців з охорони природи (наприклад, племена тва регіону Великих озер) вже були маргіналізовані до того, як на їхній території був створений заповідник, вони культурно віддалені і часто живуть на околицях міських районів або нових поселень з незначними соціальними або економічними можливостями. Зіткнувшись із потужними державними та міжнародними інтересами охорони природи, вони рідко мають право звернутися до суду. Багато біженців з охорони природи розміщуються в таборах біженців.

### Роль НО
Екологічні неурядові організації фінансуються з різних джерел. Приватні фонди, такі як Фонди Форда і Макартура, свого часу надавали основну частину коштів на підтримку зусиль НО щодо збереження природи. Кошти з двосторонніх та багатосторонніх джерел (таких як USAID та Світовий банк) та корпорацій також підтримують НО. Збільшення корпоративного спонсорства підвищує ймовірність конфлікту інтересів між НДО та корпораціями, які їх підтримують, що призводить до етичної недбалості.

Хоча на веб-сайтах Всесвітнього фонду дикої природи, Товариства охорони природи і Міжнародного товариства збереження природи йдеться про те, що групи беруть участь з місцевими спільнотами, універсальна модель збереження (на основі західної науки) часто суперечить традиційним знанням про навколишнє середовище. Західний рух за збереження природи може зневажливо ставитися до місцевих моделей збереження, оскільки вони не ґрунтуються на західній науці, але знання корінного населення є результатом взаємодії поколінь із їхнім середовищем. У своїй статті журналу «Оріон» «Біженці з охорони природи» Марк Доуї пише:
«Джон М'єр, родоначальник американського природоохоронного руху, стверджував, що „пустелю“ слід очистити від усіх мешканців і залишити в стороні, щоб задовольнити потребу порядної людини у відпочинку та духовному оновленні. Це було почуття, яке стало національною політикою після прийняття Закону про дику природу 1964 року, який визначив дику природу як місце, „де людина сама є відвідувачем, який не залишається“. Не слід дивуватися, виявивши стійкі залишки цих настроїв серед традиційних природоохоронних груп. Перевага „незайманої“ дикої природи збереглася в русі, який мав тенденцію цінувати всю природу, окрім людської природи, і відмовлявся визнавати позитивну дикість в людських істотах».
Стаття Дові оцінює глобалізацію охорони природи. З вилученням корінних громад із заповідних земель порушується симбіоз між корінними народами та їх середовищем; це може мати непередбачуваний наслідок зменшення біорізноманіття, оскільки тим, хто раніше жив у межах середовища, тепер заборонено взаємодіяти з ним. У результаті їх вигнання вони є поганим доповненням до перенаселених районів, що оточують парк (Igoe 2005). Браконьєрство може збільшитися, а ґрунт може погіршитися, оскільки біженці займуться натуральним сільським господарством. Ігноруючи людський фактор, модель збереження, якої дотримуються великі НДО, може бути неефективною та контрпродуктивною.

### Збереження середовища проживання або культур
Навесні 2003 року адівасі з Індії були витіснені зі своїх сільськогосподарських угідь і переселені в багатолюдні села, щоб імпортувати шість азійських левів. Хоча такі неурядові організації, як Всесвітній фонд дикої природи, намагаються зберегти землю та види тварин, навчаючи корінних народів для альтернативної роботи, корінні народи часто виселяються зі своїх земель і розміщуються в громадах або селах, що робить їх уразливими до бідності та голоду. Не отримавши компенсації за втрачене, їм важко пристосуватися до нового способу життя. Питання біженців з охорони природи по всій Індії добре повідомлено.
Крістіна МакДоналдс цитує вождя племені, що «білі люди» наказали їм залишити свої будинки в лісі, оскільки земля не була захищена; вони були вигнані в інше село (яке вже було зайняте іншою групою) за лісом, і вони «не мали вибору, бо сказали їм, що їх [будуть] побити та вбити». Залишившись без їжі та землі, вони змушені були працювати на фермах, створених до них селянами.

### Усунення культури та поведінки
Корінні народи, які змушені залишити свою землю, втрачають частину своєї культури, яка закладена в ресурси. За словами Даррелла А. Поузі, знання корінних народів можуть суттєво сприяти збереженню: «Те, що виглядало природним, може бути культурним, і, таким чином, корінні народи слід розглядати як модель для збереження, а не як протилежність цьому і, таким чином, позбавлені прав на землю».:5
Багато жителів тих, що стали заповідниками чи національними парками, мають культурні ритуали та звичаї, які адаптовані до їхнього місцевого середовища. Завдяки цим практикам вони змогли вижити і розвинути культуру. Книга «Біженці з охорони природи» Марка Доуї описує африканських пігмеїв Тва. Після проживання в таборах охорони природи під обмеженнями, що обмежують багатовікові культурні практики, член громади Квокво Баруме зауважив, що «ми йдемо до вимирання»:70. Обмеження включають заборону на вирощування, полювання чи збирання, а також заборонені священні місця та поховання; всі необхідні для повсякденного життя людей. Такі обмеження сприяють зникненню груп мисливців-збирачів у всьому світі, щоб звільнити місце для санкціонованих урядом заповідників та екотуризму.

### Перевизначення збереження
Поузі був антропологом і етнобіологом, чиї праці про народ каяпо в тропічних лісах Амазонки вплинули на екологічну політику; традиційні суспільства тепер розглядаються як помічники у збереженні, і вживаються заходи, щоб допомогти відбудові цих суспільств (Dove & Carpenter 2008:5). Поузі повторив, що корінні жителі були єдиними, хто справді знали ліси, тому що вони населяли їх століттями. Він також визначив, що біорізноманіття має важливе значення для життя корінних народів через сади, промежини в лісі та виходи скель; те, що сьогодні вважається природним, можливо, було змінено предками корінних народів, а не природно, як вважалося раніше. Робота Поузі допомагає по-новому визначити збереження та те, що воно означає для суспільств, які живуть у заповідних територіях.
Країни Південної Америки пов'язують групи корінних народів, які бажають практикувати охорону природи, з технічними ресурсами природоохоронних груп. Замість того, щоб бути вигнаними зі своєї землі, Федеральний закон про охорону навколишнього середовища, який захищає їх право залишатися на землі та використовувати її природні ресурси; «міністр Співдружності веде з ними переговори про угоди про збереження природи».

### Корінні народи
Всесвітня рада корінних народів (WCIP) провела свою першу конференцію в Британській Колумбії в 1975 році. Її заснував вождь Джордж Мануель з племені шусвоп, який після подорожей по світу виявив, що ті самі страждання та жорстоке поводження, які відчували північноамериканські індіанці, відчували також багато інших корінних народів. Деякі корінні народи почали виступати на зустрічах з охорони природи, що їх торкнулося. За словами Марка Дові, масаї відправили лідера Мартіна Саринг'О на зустріч Всесвітнього конгресу охорони природи в Бангкоку 22 листопада 2004 року (спонсований Міжнародним союзом охорони природи), щоб захистити свої права на землю: «Стоячи перед конгресом, він [Мартін Сарін'О] висловив: „ми вороги збереження природи“. За останні тридцять років їхній кочовий народ втратив більшість своїх пасовищ. На зустрічі Масаї нагадує МСОП і захищає, що вони були оригінальними охоронцями природи». Доуі також пише, що Сайяд Салтані, обраний голова Ради старійшин Конфедерації Кашкай в Ірані, у жовтні 2003 року виступив з промовою на Всесвітньому конгресі парків у Дурбані (Південна Африка). Салтані обговорював невпинний тиск на свого кочового скотарства, те, як їхні пасовища та природні ресурси були захоплені низкою агентств, а також переривання їхнього міграційного шляху: «Їхні літні та зимові пасовища постійно деградували та фрагментували сторонні, і навіть не їхня соціальна ідентичність залишилася в спокої».:35
Після створення парку відбулися насильство та помста. Причина: обурення через обмеження та переміщення земель або блокування доступу до ресурсів, що спричинило дефіцит. У Непалі, коли був заснований національний парк Сагарматха, шерпи навмисно прискорили виснаження лісів, оскільки їхні права та традиційні звичаї були відібрані: «Місцеві старійшини підрахували, що за перші чотири роки після створення парку було втрачено більше лісу, ніж у попередній період. два десятиліття».:18Після створення парку в Індії сталося кілька випадків насильства. Індія має майже п'ятсот охоронюваних територій, багатих ресурсами і в першу чергу оточених сільськогосподарськими угіддями та бідними селами: «Вони неминуче вторгаються в заповідники і вступають у конфлікт з владою. Обурення на спроби влади дикої природи контролювати ситуацію вибухнуло насильством проти чиновників і охоронців»:19. У національному парку Наганде на півдні Індії охоронці дикої природи нібито вбили браконьєра; місцеві жителі у відповідь спалили 20 км² лісу: «В Індії невдоволення місцевих жителів законодавством про національні парки та правоохоронними органами спричинило зростання проблем»:18.

## Африка
Африканські біженці з охорони природи (за деякими даними близько 14 мільйонів) вже давно були переміщені через транснаціональні зусилля щодо збереження окремих біомів, які вважаються історично та екологічно важливими. У статті «Парки та люди: соціальний вплив заповідних територій» повідомлялося, що заповідна територія — це спосіб «бачити, розуміти та відтворювати навколишній світ», а також місце соціальної взаємодії та виробництва. Заповідні території створюються для збереження території в її природному стані у все більш глобалізованому світі. Незважаючи на те, що місця проживання мільйонів корінних людей існують сотні років, зусилля з охорони посягають на ці території, щоб зберегти біологічне різноманіття флори та фауни.
Дика природа, рослини та інші ресурси охороняються, а місцеві жителі виганяються за межі нової заповідної території (ЗА), щоб вони не впливали на збереження екології. Переміщення та відсутність прав переміщених людей є основною проблемою збереження навколишнього середовища; переміщені люди можуть зіткнутися з соціальними проблемами (наприклад, націоналізмом) у своєму новому місці проживання. Ці біженці часто стають соціально ізольованим підкласом. Іншим наслідком переміщення є втрата роботи, мисливських угідь, особистих ресурсів і свободи. Лікування цих народів може спровокувати війну (між ними або з протилежними групами), хвороби та недоїдання.
Довгострокові наслідки переміщення зберігаються в біженцях, які займаються збереженням, їхніх сім'ях та наступних поколіннях, змінюючи культурну та економічну динаміку суспільства з хвилюючим ефектом. Ресурси безпосередньо пов'язані з конфліктами, як в Африці, так і в інших місцях; за словами Абіодун Алао, автора книги «Природні ресурси та конфлікти в Африці», природні ресурси можуть бути пов'язані з конфліктом трьома різними способами: прямий (або віддалений) конфлікт спричинений ресурсом, природний ресурс може розпалювати (або підтримувати конфлікти), і ресурси були використані для вирішення конфліктів. Зусилля з збереження природи, які привласнюють землю корінних народів, виводять їх із звичного соціального середовища в невідомі квартали та звичаї; традиційні цінності, такі як «пісні, ритуали, … та історії», можуть бути повністю втрачені трохи більше ніж за покоління. Переміщення може бути економічно руйнівним на індивідуальному та груповому рівні. Корінні народи змушені перебувати в межах нових парків, позбавляються їхніх домівок і статусу, а іноді змушені жити в «пошарпаних таборах скваттерів… без водопостачання та каналізації».
Щоб захистити права корінного населення та інших переміщених осіб як біженців з охорони природи, П'ятий Всесвітній конгрес парків провів сесію для обговорення проблеми. Сесія визнала зв'язок між бідністю та переміщенням, зміною прав на землю та їх небезпечним впливом на культуру та майбутні покоління. Його план дій у Дурбані гарантує, що місцеві жителі отримають фінансову компенсацію до того, як територію буде придбано для збереження.

### Східна Африка
У Східній Африці живуть такі племена, як масаї, чиї засоби до існування та культура пов'язані з худобою. Масаї — скотарі, чия «худоба веде сезонне поселення в посушливий сезон і розсіюється у тимчасові табори у вологий сезон». Колись вони займали більшу частину регіону Серенгеті-Нгоронгоро. Недавні археологічні дослідження прийшли до висновку, що скотарі займали цей регіон щонайменше 2500 років, а масаї окупували цю територію з середини ХІХ століття. Хоча регіон Серенгеті-Нгоронгоро був виділений для запропонованого національного парку в 1940 році, скотарям було дозволено залишитися. Через десять років між скотарями, фермерами та владою парку спалахнув конфлікт, які розділили парк на Національний парк Серенгеті та Заповідник Нгоронгоро (NCA). Відділ виселив скотарів масаї з національного парку, але дозволив їм залишатися в обмежених зонах NCA. Це вплинуло на спосіб життя масаїв та навколишнє середовище. Під час вологого сезону масаї стали пасти свою худобу у Серенгеті; після поділу парків вони могли пастися лише в НКА. Сезонні міграції масаїв з Серенгеті та Нгоронгоро допомогли запобігти надмірному випасу худоби; з новими обмеженнями надмірний випас може призвести до голодної смерті худоби та виснаження екологічних ресурсів.
Іншою проблемою для масаїв було швидке збільшення популяції антилоп гну. Телята гну є неураженими хазяїнами злоякісної катаральної лихоманки великої рогатої худоби, вірусної інфекції, яка може вбити худобу масаїв, піддану впливу на випасі телят. Крім хвороб, велика популяція антилоп гну пожирала трави, які випасали масаї. На початку 1970-х років NCA заборонила оранку. Масаї також залежать від вирощування зерна, торгівлі худобою за зерно. Протягом двадцяти років вони відчували заборону на вирощування, обмеження в регіоні Кратер Хайлендс і поширення хвороб худоби. Через нездатність до культивації у дітей масаї почастішали випадки недоїдання. Заборона на вирощування була знята на початку 1990-х років, покращивши рівень життя масаїв; недоїдання зменшилося, а сталий спосіб життя повернувся. Оскільки для підтримки населення необхідне інтенсивне вирощування, природоохоронці переглядають заборону на оранку.
У 1988 році Департамент дикої природи Танзанії виселив тисячі людей із заповідника Мкомазі. Результатом виселення та обмежень у використанні землі, за словами Марка Доуі, «є поступове руйнування громади та культури». Сусідні громади стали жорстокими в результаті напруги між корінним населенням і парками. Через надмірний випас та обмеження використання землі багато скотарів «були змушені скоротити або повністю розпродати свої стада та навчитися вирощувати зернові та бобові на невеликих ділянках посушливої землі. Одні заробляли на життя браконьєрством, інші займалися проституцією… молоді чоловіки, які продали свої стада, вели розпусне життя, а коли їхні гроші закінчилися, вони стали низькооплачуваними робітниками на фермі та дрібними шахраями. Молоді жінки, які стикаються з тим, що кількість потенційних чоловіків скорочується, продають товари першої необхідності, такі як деревне вугілля, традиційні ліки, молоко від позичених кіз або, що найсумніше, самих себе». Через скорочення ресурсів та їх переміщення на неорні землі багато скотарів вдалися до м'яса дичини для прожиття та торгівлі; це загрожує популяції людиноподібних мавп, що вже скорочується, і сприяє поширенню ВІЛ та вірусу Ебола.
Племена огієків з лісу Мау також є об'єктами обмежень земель та евакуації з рідних земель. Огієків описують як мирний народ, який насамперед вирощує медоносних бджіл, але при необхідності вирощує квасолю та картоплю. Живляться вони лише тваринами, яких багато в лісі; коли плем'я помічає скорочення чисельності певної тварини через полювання, огієки будуть вирощувати на їжу овець і кіз. Тварин вбивають лише для їх використання, а не для продажу. Їх вважають «найкращими охоронцями землі, які тільки можна уявити»:184.Перша спроба витіснити народ Огієків відбулася в ХХ столітті, коли британські поселенці спробували очистити ліс для чайних плантацій. За Законом про ліси 1957 року та Законом про збереження дикої природи 1977 року уряди зігнали огієків для збереження лісів; їх часто переміщували на неорні землі, які були марними для їхнього звичайного способу життя, вирощування бджіл і полювання. Це переміщення зробило багатьох огієків бездомними, бідними та хворими; тривалість їхнього життя скоротилася з шістдесяти до сорока шести років. Хоча Високий суд Танзанії в червні 2005 року зупинив виселення, його рішення було оскаржено через п'ять місяців. У апеляції стверджувалося, що огієки не придатні для проживання в лісі Мау, ігноруючи незаконні масові лісозаготівлі в лісі. Екологи та гідрологи зараз погоджуються з огієками, що ліси Кенії (які починають скорочуватися) є основними постачальниками води для нації і, якщо їх не зберегти, почнеться масовий голод.

### Західна Африка
У Гвінеї вирубка лісів стала екологічною нормою. З тих пір, як почали вести записи, залишилося лише 1,8 відсотка вологих тропічних лісів країни. Щоб зберегти ліси, що залишилися, природоохоронці захистили три ділянки землі з обмеженнями на полювання, фермерство та проживання. В результаті 663 тисячі людей були виселені з заповідних територій. Ця тенденція відображена в сусідніх країнах; Ліберія має понад 120 000 біженців, а Сенегал — 65 000 осіб, переміщених з дев'яти заповідних територій. Гана, на сході, має 35 000 біженців із шести відсотків лісів, що залишилися, у дев'яти заповідних територіях.
У строгому природному заповіднику Зіамі в Гвінеї (частина програми ЮНЕСКО «Людина та біосфера») ділянки землі в південно-східному панхандлі були оточені для збереження зростаючих лісів і савани, що були традиційним домом народу лома. Антрополог XIX століття Бенджамін Андерсон і сучасні професори антропології Джеймс Ферхед і Мелісса Ліч помітили, що, ґрунтуючись на усній історії ломи, ретельне обробіток ломи на високолісових ділянках дозволило лісу Зіамі процвітати разом з рештою савани.

### Південна Африка
Народ сан (також відомий як бушмени), мисливці-збирачі в пустелі Калахарі в Ботсвані, зіткнувся з труднощами і, в деяких випадках, переміщенням. Сани не мають права на землю, і уряд розглядає їх як кочовий народ.
До здобуття незалежності Ботсвана була частиною Британської імперії. Хоча колоніальний уряд не розглядав санів як власників нерухомості, він надав їм 52 000 км² земель для заповідників. У міру зростання популяції санів популяція тварин почала скорочуватися. Скорочення населення та бажання сприяти туризму та інтегрувати сан у сучасне суспільство привели до того, що уряд розглянув питання про переміщення їх із заповідника. Уряд Ботсвани також намагався отримати обмежені цілорічні ліцензії на ігри для сана, щоб сприяти збереженню природи. Спеціальні ліцензії на ігри не поповнювали популяції тварин, що скорочуються; багато чиновників вважали, що ними зловживають, і уряд почав обмежувати їх розповсюдження і знову розглядати можливість переселення.
Протягом 1960-х років зі створенням заповідника Моремі групи санів двічі переміщалися. Хоча переміщення не було вимушеним, сани вважали, що вони не були повністю поінформовані про їх наслідки (Bolaane 2004). Переселення сильно вплинуло на їх спосіб життя, зменшивши доступ до землі. Вимушені стати найманими працівниками (часто в одному із заповідників), вони зазнали соціальної дискримінації.
Коли в 1990-х роках групи санів погодилися на переїзд із Центрального заповідника Калахарі (CKGR), адаптація до нового способу життя (який включав право власності на землю) була важкою, і багато людей повернулися до заповідника. У 1992 році сани заснували НО «Перші люди Калахарі» (FPK) для захисту прав на землю, соціального визнання та самовизначення.

### Роль BINGO
BINGO (великі міжнародні неурядові організації) можуть бути суперечливими через їхнє партнерство «з багатонаціональними корпораціями, зокрема в бізнесі газу та нафти, фармацевтики та видобутку корисних копалин, які безпосередньо беруть участь у розкраданні та знищенні лісових територій, що належать корінним народам». (Чапін 2004). За словами антрополога Джима Айго, «за іронією долі все більше доказів того, що національні парки самі сприяють проблемам, які намагаються вирішити прихильники збереження громади… людей для видобутку природних ресурсів у зоні, на яку вони були обмежені». Мак Чапін у вступі до своєї статті пише, що фінансування зусиль із збереження природи відступило від необхідності працювати з корінним населенням і місцевими громадами, «з новим акцентом на широкомасштабних стратегіях збереження та важливості науки, а не соціальних реалій, у визначенні їх порядку денного» (Чапін 2004).